# هيركيولز
هيركيولز (بالإنجليزية: Hercules)‏ هو طباخ أمريكي، (و. 1748 – 1812 م).